# Maya Moore
Maya April Moore (nacida el 11 de junio de 1989) es una jugadora norteamericana de baloncesto, actualmente juega en el Shanxi Xing Rui Flame y el Minnesota Lynx de la WNBA.
Moore jugó al baloncesto de la Universidad de Connecticut. Se convirtió en profesional en 2011, ganando el campeonato de la WNBA con el Lynx. En la temporada 2011-2012 estuvo Ros Casares Valencia proclamándose campeona de la Euroliga. Tras el retiro repentino del equipo de la liga femenina , esta hizo las maletas y se fue a China , al equipo Shanxi Xing Rui Flame donde se proclamaría también campeona en el 2013.

## Trayectoria deportiva

### Universidad
Moore fue una de las jugadoras más destacadas en la historia del baloncesto universitario americano femenino. Es la única jugadora en ganar el Trofeo Wade tres veces. Este trofeo distingue a las mejores jugadoras de baloncesto universitario. Su club de baloncesto de la universidad, las UConn Huskies, ganó el campeonato de la NCAA en dos ocasiones durante su carrera de cuatro años.

### Profesional
Moore fue seleccionada en el número uno del draft 2011 de la WNBA. Fue elegida por Minnesota Lynx y ganó el premio Rookie del Año. En su primera temporada, Minnesota Lynx ganó el campeonato de la WNBA.